# Getaneh Tessema
Getaneh Tessema (28 januari 1968) is een voormalige Ethiopische atleet, die tijdens zijn atletiekloopbaan tevens de Nederlandse nationaliteit verwierf. Zijn specialiteit lag bij de middellange en lange afstanden. Hij werd viermaal Nederlands kampioen, tweemaal op de halve marathon, eenmaal op de 10.000 m en eenmaal bij het veldlopen.

## Biografie

### Jeugd
Tessema had in Ethiopië een zware jeugd. Hij groeide op zonder zijn ouders; zijn vader was in de oorlog omgekomen, zijn moeder verliet hem en liet hem bij een tante achter. Van 1986 tot 1989 nam hij er als militair deel aan pogingen van dit regime om een opstand in het noorden van Ethiopië te onderdrukken. Tijdens zijn periode als soldaat aan het front ontdekte hij zijn voorliefde en talent voor hardlopen. Na enige tijd kon hij als hardloper op topniveau sport bedrijven en in 1992 werd hij nationaal crosskampioen. Na de val van het Mengistu-regime in mei 1991 werd hij onder het nieuwe bewind van Zenawi, uitgezonden naar diverse wedstrijden in het buitenland, onder meer de WK cross in Boston in maart 1992. Daar werd hij 59e.

### Asielaanvraag
In september 1992 werd Getaneh Tessema met het Ethiopisch nationaal team uitgezonden om deel te nemen aan een aantal wedstrijden in het Verenigd Koninkrijk. Enkele leden van het team namen deel aan het Wereldkampioenschap halve marathon in Newcastle; zelf liep hij de Erewash Ten Mile Classic. Toen hij zich daar bij de Britse atletenmakelaar Tony Keller aanmeldde om er beroepsatleet te worden, gaf deze hem de tip zich na de wedstrijden in Engeland als asielzoeker in Nederland te melden en in dié hoedanigheid aan een professionele carrière te werken. Op 14 oktober 1992 vroeg hij in Nederland asiel aan. Naar eigen zeggen was dat, omdat hij in Ethiopië voor zijn leven moest vrezen, aangezien hij onder het Mengistu-regime als soldaat zou hebben gediend en Amhaar was. Deze aanvraag werd op 19 november 1992 afgewezen. Ook in de kort geding-procedure waarin hij zich verzette tegen uitzetting na afwijzing van zijn asielaanvraag liet de rechter geen spaan heel van zijn vluchtverhaal, dat naar het land der fabelen werd verwezen. Er bestond geen enkele aanwijzing dat de Ethiopische autoriteiten een specifieke negatieve belangstelling voor hem hadden. Nimmer was hij politiek actief en hij ondervond nooit enig probleem met de autoriteiten, die hem in 1992 zelfs voor deelname aan wedstrijden uitzonden naar Europa als van de nationale selectie. Pas bij zijn herzieningsverzoek in januari 1995 voerde Tessema aan dat hij bedreigd en beroofd zou zijn door militairen van de regering Zenawi, omdat hij soldaat in het leger van de in 1991 verdreven dictator Mengistu was geweest. Die stelling achtte de rechter volstrekt ongeloofwaardig en niet te rijmen met zijn verklaring dat hij in 1992 was uitgezonden om aan internationale wedstrijden deel te nemen.

### Verblijfsvergunning
In december 1995 werd aan Tessema en enkele andere in Nederland neergestreken Ethiopische atleten, na steun van de KNAU, een niet-asielgerelateerde verblijfsvergunning verleend. Dit omdat met hun verblijf in Nederland een wezenlijk nationaal belang zou zijn gemoeid. De KNAU had aan de verantwoordelijke staatssecretaris een aanbevelingsbrief gezonden, waarin de Ethiopiërs "een verrijking voor de Nederlandse sport" en een "stimulerende factor voor de hardlopers van eigen bodem" werden genoemd. Tessema had op dat moment reeds drie nationale titels behaald.

## Atletiekcarrière in Nederland
Tessema liep zijn eerste wedstrijden in Nederland in oktober 1992, waar hij op 31 oktober bij de Diepe Hel-Holterbergloop in Nijverdal voor een grote verrassing zorgde, door als "dark horse" aan de meet de favoriet Marti ten Kate en enkele door de organisatie van het evenement gecontracteerde buitenlandse lopers te verslaan. Na afloop van deze wedstrijd beweerde hij in Ethiopië "politieagent" te zijn geweest. Aanvankelijk nam hij als lid van atletiekvereniging AAC '61 te Assen deel aan allerlei regionale loopevenementen in Noordoost-Nederland, waar thans nog diverse parcoursrecords op zijn naam staan. Al snel draaide hij echter mee in de nationale top van de Nederlandse wegatletiek en cross, samen met onder meer zijn landgenoot Tekeye Gebrselassie (een broer van de latere kampioen Haile Gebrselassie), eveneens een asielzoeker. In december 1992 deed Getaneh zijn intrede in het toenmalige nationale wegcircuit de Pickwick Run Classics middels deelname aan de Fit Ten Miles (voorheen The Hague Ten Miles). In januari 1993 behaalde hij de derde plaats in de halve marathon van Egmond. Na afloop van deze wedstrijd beweerde hij wederom dat hij "politieagent" was.  In april 1993 verklaarde hij tegenover Sido Martens van het blad Runners echter dat hij een tegen zijn wil in het leger ingelijfde "student" zou zijn geweest.
Na enige tijd trainde hij onder leiding van trainer Ed Sligchers uit Rijsbergen. Hoewel hij in Sittard woonde en trainde op de baan van Av Unitas, was hij lid van AV Achilles in Etten-Leur. In 1994 nam Tessema als buitenlander "buiten mededinging" deel aan de NK halve marathon te Wolphaartsdijk, waar hij als tweede finishte tussen winnaar John Vermeule en Michel de Maat.

### 1995
In januari 1995 won Tessema onder barre winterse omstandigheden de halve marathon van Egmond in 1:03.56. Vervolgens werd hij op 5 maart 1995 Nederlands veldloopkampioen met een grote voorsprong op de rest van het veld; slechts zijn landgenoot Fransua Woldemarim, die deel uitmaakte van een latere lichting Ethiopische asielzoekers, kon hem enigszins bijhouden door 9 tellen achter hem te finishen. Woldemarim kwam echter niet in aanmerking voor een prijs, aangezien hij nog geen 2 jaar in Nederland verbleef. Later dat jaar, in juli 1995, veroverde hij op het NK in Bergen op Zoom het kampioenschap op de 10.000 m. Op 6 september 1995 won hij in Rotterdam het NK traplopen. Na 6,53 minuten en 745 treden kwam hij eerste boven in de Delftse Poort.
Terwijl Tessema in afwachting was van het uitgesteld vonnis over het door hem in januari 1993 geëist verbod op uitzetting na de afwijzing van zijn asielaanvraag, werd hij Nederlands kampioen veldlopen. Vervolgens behaalde hij in Amersfoort de Nederlandse titel op de halve marathon.

### 1996
In 1996 liep Tessema andermaal een sterk crossseizoen. In maart 1996 werd hij tweede in Wassenaar bij het Nederlandse veldloopkampioenschap in een veld, dat net als een jaar eerder werd aangevoerd door hem en zijn landgenoten Fransua Woldemarim en Tadesse Woldemeskel. Bij de sterk bezette Warandeloop in Tilburg werd hij zevende. Zijn belangrijkste overwinning in dat seizoen was het behalen van de nationale titel tijdens het NK halve marathon in Deventer. Verder liep hij dat seizoen sterke uitslagen bij de Zevenheuvelenloop, waar hij het zilver pakte en bij de 20 van Alphen en de Dam tot Damloop, waar hij tweemaal vierde werd.

### Verkeersongeluk
Zijn carrière als topsporter werd plotseling beëindigd door een ongeluk op oudejaarsdag 1996. Hij reed toen op de A17 en was op weg van zijn huis in Bergen op Zoom naar de Sylvestercross in Soest. Ter hoogte van Standdaarbuiten kwam hij door motorpech stil te staan langs de kant van de weg. Nadat hij was uitgestapt, werd hij door een passerende vrachtwagen van achteren aangereden en raakte hierbij zwaargewond. Een jaar later zei hij hierover: "Ik denk nog elke dag aan het ongeluk. Het lijkt wel of het gisteren was. Steeds weer vraag ik me af waarom het moest gebeuren. Waarom moest ik daar pech krijgen en moest die vrachtwagen uitgerekend daar rijden? Als de auto voor de deur al niet was gestart, zou ik gewoon thuis zijn gebleven. Waarom? Ik weet dat ik toch nooit antwoord op mijn vragen krijg. Ook God geeft ze me niet." Het ongeluk verbrijzelde zijn linkerbeen. Vele operaties en jaren later kon hij weer enigszins joggen.

## Carrière als trainer
Manager Jos Hermens bleef hem steunen en gaf hem een baan als atletenmanager bij zijn bedrijf Global Sports. In 1998 naturaliseerde hij tot Nederlander. In november 1999 trouwde hij met Gete Wami. Vijf dagen lang vierden ze dit feest met duizenden gasten.
In 2003 keerde Getaneh Tessema terug naar zijn geboorteland Ethiopië, waar hij sindsdien in Addis Abeba woont. Hij geeft daar training aan topatleten. Vier van de zes Ethiopische marathonlopers voor de Olympische Spelen van Peking trainden onder zijn leiding. Onder hen ook zijn vrouw, Gete Wami, die in 2008 een half miljoen dollar in ontvangst mocht nemen voor de gemiddeld beste prestatie tijdens de zogenoemde majors, de marathons van Londen, Boston, Berlijn en New York. In 2007-2008 zou hij in Ethiopië bezig zijn met het opzetten van een trainingskamp voor Nederlandse en andere westerse atleten.

## Nederlandse kampioenschappen
| Onderdeel                 | Jaar       |
| ------------------------- | ---------- |
| 10.000 m                  | 1995       |
| halve marathon            | 1995, 1996 |
| veldlopen (lange afstand) | 1995       |

## Persoonlijke records
Baan
| Onderdeel | Prestatie | Datum         | Plaats         |
| --------- | --------- | ------------- | -------------- |
| 3000 m    | 8.15,12   | 2 juli 1996   | Etten-Leur     |
| 5000 m    | 13.38,55  | 28 april 1994 | Kerkrade       |
| 10.000 m  | 28.42,50  | 14 juli 1995  | Bergen op Zoom |

Weg
| Onderdeel      | Prestatie | Datum             | Plaats              |
| -------------- | --------- | ----------------- | ------------------- |
| 15 km          | 43.35     | 16 november 1996  | Nijmegen            |
| 10 Eng. mijl   | 46.33     | 22 september 1996 | Zaandam             |
| 20 km          | 59.08     | 11 maart 1995     | Alphen aan den Rijn |
| halve marathon | 1:01.55   | 3 april 1993      | Den Haag            |
| marathon       | 2:14.58   | 9 oktober 1994    | Eindhoven           |

## Palmares

### 5000 m
- 1994: 5e Reebok Classics in Kerkrade - 13.38,55
- 1995:  Papendal Games - 13.56,51
- 1996: 9e Kerkrade Classic - 13.53,97

### 10.000 m
- 1995:  NK in Bergen op Zoom - 28.42,50

### 10 km
- 1992: 5e Redditch - 29.16
- 1992: 19e Swansea Bay - 29.56
- 1993:  Konmar-Ooserhof Run in Rotterdam - 29.02
- 1994:  Winsum - 29.19
- 1995:  Konmar Run - 28.45
- 1996: 5e Parelloop - 28.53
- 1996:  Fortis Loopfestijn in Voorthuizen - 29.11
- 1996: 8e Telematica Run - 48.41
- 1996:  Konmar Run - 28.59
- 1998: 5e Parelloop - 28.53

### 15 km
- 1993: 11e Zevenheuvelenloop - 45.06
- 1996:  Zevenheuvelenloop - 43.35

### 10 Eng. mijl
- 1992: 10e Erewash Gatorade Classic in Sandiacre - 49.21
- 1992: 7e FIT 10 miles in Den Haag - 47.51
- 1992: 12e Dam tot Damloop - 47.36
- 1993: 5e Fit Den Haag - 48.39
- 1993:  Telematicaloop in Heerlen - 46.52
- 1994: 10e Telematicaloop - 49.34
- 1995:  Fit Den Haag - 47.46
- 1996: 10e Telematicaloop - 48.45
- 1996: 4e Dam tot Damloop - 46.35

### 20 km
- 1993: 4e 20 van Alphen - 59.57
- 1995:  20 van Alphen - 59.08
- 1996: 4e 20 van Alphen - 59.19
- 1996: 12e 20 km van Parijs - 1:00.33

### halve marathon
- 1992: 8e Great Scottish Run - 1:04.58
- 1992:  halve marathon van Nijeveen - 1:04.46 (inclusief fout lopen[23])
- 1993:  halve marathon van Egmond - 1:04.27
- 1993: 4e City-Pier-City Loop - 1:01.55
- 1993: 16e halve marathon van Roermond - 1:05.42
- 1993: 6e Bredase Singelloop - 1:03.45
- 1994: 11e halve marathon van Egmond - 1:05.45
- 1994:  halve marathon van Wolphaartsdijk - 1:06.29 (tevens NK maar b.m.)
- 1994:  Houtwijk Kerstloop - 1:03.11
- 1995:  halve marathon van Egmond - 1:03.56
- 1995: 4e City-Pier-City Loop - 1:02.39
- 1995:  NK in Amersfoort - 1:03.01 (1e overall)
- 1996: 8e halve marathon van Egmond - 1:04.27
- 1996:  NK in Deventer - 1:03.33
- 1996:  marathon van Etten-Leur - 1:04.46

### marathon
- 1992: in dagblad de Volkskrant werd in 1995 ten onrechte beweerd als zou Tessema in oktober 1992 in Eindhoven aan de hele marathon hebben deelgenomen en toen niet zijn gefinisht;[24] de naam van Tessema ontbreekt echter op de deelnemerslijst; hij finishte er wel in de halve marathon.
- 1993:  marathon van Etten-Leur - 2:19.38
- 1994: 10e marathon van Eindhoven - 2:14.58
- 1995: DNF Port of Rotterdam
- 1995:  marathon van Eindhoven - 2:17.16
- 1996: 4e marathon van Amsterdam - 2:16.54

### veldlopen
- 1992: 59e WK in Boston (12,53 km) - 38.33
- 1993: 6e Warandeloop - 30.14[25]
- 1995:  NK in Wassenaar (11.190 m) - 35.01[26]
- 1996:  NK in Tilburg (12 km) - 36.29[18]
- 1996: 7e Warandeloop - 30.52[25]
- 1996:  Stijn Jaspers Memorial in Velsen - 26.46
- 1996: 4e Llodio Crosscountry - 32.09
- 1996: 9e ASLK/CGER Crosscountry - 32.02
- 2001: 20e Cross di Alà dei Sardi - 40.15,6

### overige
- 1994:  Asselronde (27,5 km) - 1:27.44